# مايكل هاستينغز
مايكل هاستينغز (بالإنجليزية: Michael Hastings)‏ (و. 1980 – م) هو سياسي من الولايات المتحدة الأمريكية .

## التعليم
تعلم في الأكاديمية العسكرية الأمريكية.